# Seconda guerra dei margravi
La seconda guerra dei margravi del 1552 – 1554 (in tedesco: Zweiter Markgrafenkrieg) fu un conflitto svoltosi tra il principato di Brandeburgo-Kulmbach e la città-stato di Norimberga coi suoi alleati.

## Antefatto
La prima guerra dei margravi (1449-1450), combattuta da Alberto III di Brandeburgo quasi un secolo prima della seconda, non era direttamente correlata alla seconda guerra dei margravi. Ciò che i due conflitti avevano in comune era il tentativo dei margravi di espandere la loro influenza in Franconia e di rivendicare il territorio dell'antico burgraviato di Norimberga che un tempo apparteneva alla loro famiglia.
La seconda guerra dei Margrave si sviluppò direttamente dal principe di Brandeburgo-Kulmbach il quale, oltre ad opporsi al cattolicesimo (in quanto protestante), era intenzionato a saccheggiare e conquistare l'area di Norimberga per espandere la sua influenza in Franconia; egli era intenzionato a ricostituire l'antico ducato di Franconia sotto il dominio degli Hohenzollern.

## La guerra

### La campagna contro Norimberga
Il primo oggetto del contendere per il margravio Alberto Alcibiade di Brandeburgo-Kulmbach fu ovviamente la città di Norimberga. Egli assediò senza successo la città imperiale di Norimberga, e si dedicò quindi a devastare tutta l'area circostante. Numerose città e residenze furono saccheggiate o addirittura distrutte. Le città di Lauf e Altdorf vennero particolarmente colpite da questo conflitto. L'esercito brandeburghese riuscì a conquistare la fortezza e l'abitato di Forchheim, minacciando così anche il principato episcopale di Bamberga. Durante queste sue campagne di conquista, il margravio di Brandeburgo-Kulmbach occupò anche alcuni territori del vescovato di Würzburg che costrinse alla consegna di alcuni territori. L'imperatore Carlo V si rifiutò di riconoscere questi accordi.

### La campagna contro il vescovato di Bamberga
Durante la seconda guerra di Smalcalda, il margravio decise di allearsi con l'esercito francese contro l'imperatore. Durante il suo percorso, si scontrò coi vescovi renani Sebastian von Heusenstamm di Magonza e Johann V von Isenburg di Treviri nell'estate del 1552. Spira, Worms, Magonza, Oppenheim, Metz, Verdun e Francoforte furono città colpite da questa campagna militare. Il vescovo di Spira, Philipp von Flersheimchiese, dopo un tragico incendio che colpì il castello locale, offrì agli invasori 150 000 talleri per risparmiare il resto dell'episcopato da ulteriori distruzioni.

### La sconfitta
Malgrado i successi ottenuti, Alberto Alcibiade sapeva misurarsi maggiormente nei conflitti armati che nelle trattative diplomatiche, e nel suo percorso di guerra si era inimicato molti altri principi tedeschi. I suoi vicini di stato si erano uniti per formare la Confederazione della Franconia ed anche una libera associazione di principi inizialmente propostasi di mediare la situazione (il Bund Heidelberger), infine si unì agli avversari di Alberto.
La guerra aveva da tempo raggiunto anche il Brandeburgo. Le truppe di Norimberga, Würzburg e Bamberga, unite insieme, avevano riconquistato parti del territorio occupato dai brandeburghesi. Il capo delle truppe di Norimberga, Haug von Parsberg, riuscì a conquistare diversi castelli nemici prima di prendere parte all'assedio di Kulmbach. Le truppe del Brunswick e della Sassonia giunsero per prime a Schweinfurt liberando la città che era stata occupata dalle truppe del margravio. Al contrario, Alberto aveva lasciato il Brunswick per occupare la Bassa Sassonia. Negli scontri morirono Maurizio I, Elettore di Sassonia, e due figli di Enrico V di Brunswick-Lüneburg.
Alberto pensò quindi di fare ritorno verso il Brandeburgo, inseguito dalle truppe del Brunswick, della Boemia (sotto la guida del re Ferdinando), del vescovato di Bamberga, della città di Norimberga, del vescovato di Würzburg e di altre aree dell'impero. Le città di Bayreuth e Hof vennero distrutte oltre ai castelli di Kulm, Berneck, Stein, Creußen, Böheimstein, Zwernitz, Streitberg e Hohenlandsberg. Plassenburg, la principale fortezza degli Hohenzollern in Franconia, venne assediata sino al giugno del 1554. Heinrich IV von Plauen fu uno dei comandanti degli assedianti. Nella battaglia di Schwarzach, Alberto subì una pesante sconfitta e nel giugno del 1554 venne costretto a cedere la fortezza di Plassenburg alle truppe confederate, le quali la distrussero. Il margravio riuscì comunque a fuggire da sua sorella Cunegonda presso la corte del margravio Carlo II di Baden-Durlach, dove morì alcuni anni dopo. Il margraviato di Kulmbach, amministrato provvisoriamente da rappresentanti imperiali capeggiati dal cancelliere boemo conte von Schlick, passò dal 1557 al margravio Giorgio Federico di Brandeburgo-Ansbach, parente più prossimo di Alberto Alcibiade.